# یون دونگ سیک
یون دونگ سیک (انگلیسی: Yoon Dong-sik؛ زادهٔ ۲۴ اوت ۱۹۷۲) ورزشکار هنرهای رزمی ترکیبی و جودوکار اهل کره جنوبی است.